# (200293) 2000 AG181
(200293) 2000 AG181 es un asteroide perteneciente al cinturón de asteroides descubierto el 7 de enero de 2000 por el equipo del Lincoln Near-Earth Asteroid Research desde el Laboratorio Lincoln, Socorro, Nuevo México, Estados Unidos.

## Designación y nombre
Designado provisionalmente como 2000 AG181.

## Características orbitales
2000 AG181 está situado a una distancia media del Sol de 2,739 ua, pudiendo alejarse hasta 3,405 ua y acercarse hasta 2,074 ua. Su excentricidad es 0,242 y la inclinación orbital 9,047 grados. Emplea 1656,24 días en completar una órbita alrededor del Sol.

## Características físicas
La magnitud absoluta de 2000 AG181 es 15,3. Tiene 6,889 km de diámetro y su albedo se estima en 0,041. 